# Jacques Ibert
Jacques Ibert est un compositeur français, né le 15 août 1890 à Paris 10e et mort le 5 février 1962 à Paris 16e.

## Biographie
Jacques François Antoine Marie Ibert, est le fils d'Antoine Ibert et de Marguerite Lartigue. Il étudie au Conservatoire de Paris de 1910 à 1914, dans les classes d'Émile Pessard, André Gedalge et Paul Vidal. Il sert pendant la Première Guerre mondiale comme infirmier-brancardier. Jacques Ibert épouse Marie Rose Veber, le 12 octobre 1919 à Paris XVIIe. Cette même année il remporte le premier grand prix de Rome.
Il dirige l'Académie de France à Rome (Villa Médicis) de 1937 à 1940 année où après avoir été contraint de quitter Rome après que l'Italie a déclaré la guerre à la France le 10 juin 1940, il s'embarque le 21 juin 1940 sur le Massilia pour fuir l'avancée allemande. Il est accusé de désertion par le nouveau régime et le gouvernement de Vichy le démet de ses fonctions (17 octobre), le raye des cadres de la Marine et interdit l'exécution de ses œuvres. Il part se réfugier à Antibes et compose de la musique dans une forme de semi clandestinité. Il est rétabli dans ses fonctions le 27 octobre 1944 et redirige la Villa Médicis jusqu'en 1960. Sans quitter ses fonctions à Rome, il est appelé le 1er octobre 1955 comme administrateur de la Réunion des théâtres lyriques nationaux. Toutefois, à cause de sa santé fragile, de la lourdeur de la tâche et des attaques dont il fait l'objet, il se retire dès le 20 avril 1956. La même année, il est élu membre de l'Académie des beaux-arts,.
Il a composé des opéras, des ballets, des musiques pour le théâtre, le cinéma et la radio, des œuvres vocales ou instrumentales légères et mélodieuses qui n'oubliaient pas des instruments souvent délaissés. Il a collaboré étroitement avec Marcel Mule. Sa musique illustre brillamment les qualités reconnues, de manière conventionnelle, à la musique française que sont la clarté et l'élégance.
Il meurt le 5 février 1962. Il est enterré au cimetière de Passy. Son épouse, née Marie-Rose Veber, fille du peintre et dessinateur de presse Jean Veber, est décédée en 1987 et repose à ses côtés.
Jacques Ibert était commandeur de la Légion d'honneur, croix de guerre 1914-1918, commandeur dans l'ordre des Palmes académiques et commandeur dans l'ordre des Arts et des Lettres,.
Depuis 1982, la rue Jacques Ibert lui rend hommage à Paris 17e.
En 1988, le conservatoire municipal du 19e arrondissement prend son nom.

## Principales œuvres

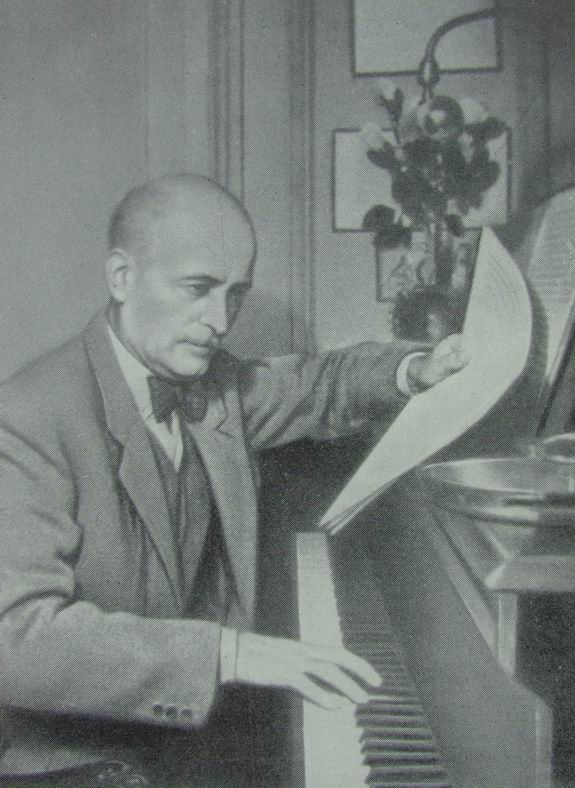
Jacques Ibert en 1938

### Musique symphonique
- Noël en Picardie, poème symphonique (1914)
- La Ballade de la geôle de Reading (1920)
- Escales (1922)
- Féérique, scherzo symphonique (1924)
- Concerto pour violoncelle et instruments à vent (1925)
- Divertissement, pour orchestre de chambre (1930)
- Paris (1930)
- Donogoo (1930)
- Symphonie marine (musique du film SOS Foch. Commande de la Marine Nationale) (1931)
- Concertino da camera, pour saxophone et 11 instruments (1933)
- Concerto pour flûte (1934)
- Ouverture de Fête (1940) commandé par le gouvernement japonais pour célébrer le 2600e anniversaire de l'empire.
- Suite 'Élisabéthaine' pour orchestre (1942)
- Symphonie concertante pour hautbois et orchestre (1949)
- Louisville Concerto (1953)
- Hommage à Mozart (1955)
- Bacchanale (1956)
- Bostoniana (premier mouvement d'une symphonie) (1956-1961)
- Tropismes pour des amours imaginaires, pour orchestre, piano et chœur (1957)

### Musique de chambre
- Deux mouvements pour deux flûtes, clarinette et basson (1922)
- Jeux, sonatine pour flûte et piano (1923)
- Concerto pour violoncelle et instruments à vent (1925)
- Deux stèles orientées pour voix et flûte, sur des poèmes de Victor Segalen (1925)
- Trois pièces brèves pour flûte, hautbois, clarinette, cor et basson (1930)
- Divertissement pour orchestre de chambre (1930) [tiré d'une musique de scène composée pour la comédie d'Eugène Labiche Un chapeau de paille d'Italie]
- Entr'acte pour flûte ou violon et harpe (1935)
- 5 Pièces en trio (1935) pour hautbois, clarinette et basson
- Concertino da camera pour saxophone et onze instruments (1935–1936)
- Capriccio pour dix instruments (1938)
- Quatuor à cordes (1942)
- Trio pour violon, violoncelle et harpe (1944)
- Deux interludes pour flûte, violon et clavecin ou harpe (1946)
- Impromptu pour trompette et piano (1951)

### Musique pour piano
- Histoires, 10 pièces pour piano (1922)
  - 1. La Meneuse de tortues d'or
  - 2. Le Petit Âne blanc
  - 3. Le Vieux Mendiant
  - 4. A Giddy Girl
  - 5. Dans la maison triste
  - 6. Le Palais abandonné
  - 7. Bajo la mesa
  - 8. La Cage de cristal 
  - 9. La Marchande d'eau fraiche
  - 10. Le Cortège de Balkis
- Toccata sur le nom d’Albert Roussel (1929)
- Escales (arrangement, 1924)
- Le Vent dans les ruines (en Champagne)
- Les Rencontres (Petite suite en forme de ballet)
- Matin sur l'eau
- Noël en Picardie
- Petite suite en 15 images (1944)
  - 1. Prélude
  - 2. Ronde
  - 3. Le Gai Vigneron
  - 4. Berceuse aux étoiles
  - 5. Le Cavalier Sans-Souci
  - 6. Parade
  - 7. La Promenade en traineau
  - 8. Romance
  - 9. Quadrille
  - 10. Sérénade sur l'eau
  - 11. La Machine à coudre
  - 12. L'Adieu
  - 13. Les Crocus
  - 14. Premier Bal
  - 15. Danse du cocher
- Vetrennaya Girl

### Musique pour orgue
- Choral (1918)
- Trois pièces pour grand orgue : 1. Pièce solennelle - 2. Musette - 3. Fugue. (1917-19)

### Opéras
- Persée et Andromède ou le Plus Heureux des trois, opéra (1921)[14]
- Angélique, farce en un acte (1927)
- Le Roi d'Yvetot, opéra (1927-28)
- Gonzague, opéra (1930)
- L'Aiglon, opéra (1937) [en collaboration avec Arthur Honegger]
- Les Petites Cardinal, opérette (1938) [en collaboration avec Arthur Honegger]
- Barbe bleue, opéra (1943)

### Mélodies
- Chansons de Don Quichotte pour baryton (1932) : Chanson du départ, Chanson à Dulcinée, Chanson du Duc, Chanson de la mort de Don Quichotte [elles ont été composées pour le film de P. W. Pabst mentionné plus bas]

### Ballets
- L'Éventail de Jeanne (1927) [œuvre collective d'une trentaine de minutes due à dix compositeurs français, dont Ravel et Roussel. Ibert est l'auteur du numéro 3 (Valse), pièce d'un peu moins de quatre minutes]
- Diane de Poitiers (1934)
- Le Chevalier errant (1935)
- La Licorne ou le Triomphe de la chasteté (1950)

### Musiques de film
- S.O.S. Foch (ou Symphonie marine) Court métrage documentaire de Jean Arroy. (1931)
- Les Cinq gentlemen maudits de Julien Duvivier (1931)
- Les Deux Orphelines de Maurice Tourneur (1933) [en collaboration avec Marcel Delannoy]
- Don Quichotte de Georg Wilhelm Pabst (1933)
- Golgotha de Julien Duvivier (1935)
- Kœnigsmark de Maurice Tourneur (1935)
- Anne-Marie de Raymond Bernard (1936)
- Maternité de Jean Choux (1935)
- Le Coupable de Raymond Bernard (1937)
- Courrier sud de Pierre Billon (1937) [en collaboration avec Maurice Thiriet]
- L'Homme de nulle part de Pierre Chenal (1937)
- Paris de Jean Choux (1937)
- Feu ! de Jacques de Baroncelli (1937)
- Le Patriote de Maurice Tourneur (1938)
- La Maison du Maltais de Pierre Chenal (1938)
- Thérèse Martin de Maurice de Canonge (1938)
- Le Héros de la Marne d'André Hugon (1938)
- Conflit de Léonide Moguy (1938) [en collaboration avec Wal-Berg]
- Angélica de Jean Choux (1939)
- Le Père Lebonnard de Jean de Limur (1939)
- La Charrette fantôme de Julien Duvivier (1939)
- La Comédie du bonheur de Marcel L'Herbier (1940)
- Les Petites du quai aux fleurs de Marc Allégret (1944)
- Félicie Nanteuil de Marc Allégret (1945)
- Le Père Serge de Lucien Ganier-Raymond (1945)
- Panique de Julien Duvivier (1946) [seule la chanson est de lui ; le reste de la musique a été composé par Jean Wiener]
- Macbeth d'Orson Welles (1948)
- Marianne de ma jeunesse de Julien Duvivier (1954)
- Invitation à la danse de Gene Kelly (1956) [musique du sketch Circus]